# Nils Zätterström
Nils Erik Ulf Zätterström (Malmö, 29 marzo 2005) è un calciatore svedese, difensore del Malmö FF e della nazionale svedese.

## Carriera

### Club
Zätterström è cresciuto nel settore giovanile del Malmö FF ed ha debuttato in prima squadra il 24 febbraio 2024 nell'incontro di Svenska Cupen vinto 8-0 contro il IFK Luleå. Il 12 marzo seguente ha firmato il suo primo contratto professionistico ed il 24 maggio ha fatto il suo esordio anche in Allsvenskan contro il Kalmar.
Ha segnato il suo primo gol il 19 luglio seguente decidendo all'87' la trasferta vinta 4-3 contro il Sirius. Quell'anno Zätterström conquista il primo titolo di campione di Svezia della sua carriera.

### Nazionale
Ha giocato con le nazionali giovanili svedesi Under-17, Under-19 ed Under-21.
L'11 novembre ha ricevuto la prima convocazione con la nazionale svedese in sostituzione dell'infortunato Hugo Larsson. Ha debuttato otto giorni dopo nell'incontro vinto in UEFA Nations League contro l'Azerbaigian (6-0).

## Statistiche

### Presenze e reti nei club
Statistiche aggiornate al 18 novembre 2024.
| Stagione        | Squadra         | Campionato      | Campionato | Campionato | Coppe nazionali | Coppe nazionali | Coppe nazionali | Coppe continentali | Coppe continentali | Coppe continentali | Altre coppe | Altre coppe | Altre coppe | Totale | Totale | Totale |
| Stagione        | Squadra         | Comp            | Pres       | Reti       | Comp            | Pres            | Reti            | Comp               | Pres               | Reti               | Comp        | Pres        | Reti        | Pres   | Reti   |        |
| --------------- | --------------- | --------------- | ---------- | ---------- | --------------- | --------------- | --------------- | ------------------ | ------------------ | ------------------ | ----------- | ----------- | ----------- | ------ | ------ | ------ |
| 2024            | Malmö FF        | A               | 14         | 2          | CS+CS           | 2+0             | 0               | UCL+UEL            | 5+1                | 1+0                | -           | -           | -           | 22     | 3      |        |
| Totale carriera | Totale carriera | Totale carriera | 14         | 2          |                 | 2               | 0               |                    | 6                  | 1                  |             | -           | -           | 22     | 3      |        |

### Cronologia presenze e reti in nazionale
| Cronologia completa delle presenze e delle reti in nazionale ― Svezia | Cronologia completa delle presenze e delle reti in nazionale ― Svezia | Cronologia completa delle presenze e delle reti in nazionale ― Svezia | Cronologia completa delle presenze e delle reti in nazionale ― Svezia | Cronologia completa delle presenze e delle reti in nazionale ― Svezia | Cronologia completa delle presenze e delle reti in nazionale ― Svezia | Cronologia completa delle presenze e delle reti in nazionale ― Svezia | Cronologia completa delle presenze e delle reti in nazionale ― Svezia |
| Data                                                                  | Città                                                                 | In casa                                                               | Risultato                                                             | Ospiti                                                                | Competizione                                                          | Reti                                                                  | Note                                                                  |
| --------------------------------------------------------------------- | --------------------------------------------------------------------- | --------------------------------------------------------------------- | --------------------------------------------------------------------- | --------------------------------------------------------------------- | --------------------------------------------------------------------- | --------------------------------------------------------------------- | --------------------------------------------------------------------- |
| 19-11-2024                                                            | Solna                                                                 | Svezia                                                                | 6 – 0                                                                 | Azerbaigian                                                           | UEFA Nations League 2024-2025 - 1º turno                              | -                                                                     | 90+1’                                                                 |
| Totale                                                                |                                                                       | Presenze                                                              | 1                                                                     |                                                                       | Reti                                                                  | 0                                                                     |                                                                       |

## Palmarès

### Club

#### Competizioni nazionali
- Campionato svedese: 1

Malmö FF: 2024
- Coppa di Svezia: 1

Malmö FF: 2023-2024